# جابر أحمد
جابر أحمد (مواليد 22 مارس 1949 في الأهواز) كاتب عربي ومفكر ومدير مركز دراسات الأهواز ومسئول في منظمة حقوق الإنسان الأهوازية، له العدید من المؤلفات الثقافية والفكرية من أهمها «كتاب عرب الأهواز». درس جابر أحمد علم الاجتماع في جامعة دمشق. بداء نشاطه السياسي عندما كان طالبا في الثانوية العامة وبعد تخرجه إنخرط في صفوف الحركة الوطنية الأهوازية وكان عضوا قياديا في الجبهة الشعبية لتحرير الأحواز حتي سقوط نظام محمد رضا بهلوي. بعد انتصار الثورة الإيرانية الإسلامية عاد إلي الأهواز وكان ضمن الوفد العربي الذي ذهب إلي طهران لعرض مطالب الشعب العربي الأهوازي.

## تأليفاته
كتب وترجم جابر أحمد أثناء مسيرته السياسية مئات المقالات والبحوث وترجم الكثير من الدراسات من الفارسية للعربية. كتب كتاب عرب الأهواز وكتاب إيران بين التنوع القومي وشمولية القومية الواحدة ونشرتهما دار الكنوز الأدبية في بيروت وترجم كتاب «القوم المنسيين» لسليم البرنجي وهو دراسة حول الصابئة المندائيون في الأهواز وكتاب «القبائل والشعوب العربية في عربستان» ليوسف عزيزي ونشرهما عن طريق دار النشر نفسها.